# مایومی اونو
مایومی اونو (انگلیسی: Mayumi Ono؛ زادهٔ ۱۴ اوت ۱۹۸۴) بازیکن هاکی روی چمن زن اهل ژاپن است.